# 馬群超
馬群超，海軍陸戰隊中將，畢業於陸軍官校57期（1988年班；民國77年班）、美國海軍陸戰隊指參學院1998年班、加拿大皇家大學商業管理碩士2006年班、美國國防大學工業學院（現艾森豪國安暨資源戰略學院）戰略資源雙碩士2008年班、2017年參訓美國哈佛大學甘迺迪政府學院國安暨國際安全研究員。現任海軍第2副司令（113/07/01），曾任海軍陸戰隊指揮官，曾任海軍司令部副參謀長（主管陸戰隊業務）、美國華府智庫CSIS研究員、海軍陸戰隊副指揮官、海軍陸戰隊指揮部參謀長、海軍陸戰隊陸戰99旅旅長、三軍聯訓基地少將指揮官、海軍陸戰隊上校副參謀長、參謀本部聯準室上校參謀。